# Metapone tillyardi
Metapone tillyardi é uma espécie de formiga do gênero Metapone, pertencente à subfamília Myrmicinae.